# Penza Cup 2010
Il Penza Cup 2010 è un torneo professionistico di tennis maschile giocato sul cemento, che faceva parte dell'ATP Challenger Tour 2010. Si è giocato a Penza in Russia dal 19 al 24 luglio 2010.

## Partecipanti

### Teste di serie
| Nazionalità | Giocatore              | Ranking* | Testa di serie |
| ----------- | ---------------------- | -------- | -------------- |
| Kazakistan  | Michail Kukuškin       | 96       | 1              |
| Irlanda     | Conor Niland           | 161      | 2              |
| Ucraina     | Ivan Serheev           | 173      | 3              |
| Russia      | Konstantin Kravčuk     | 184      | 4              |
| Bielorussia | Uladzimir Ihnacik      | 190      | 5              |
| Russia      | Aleksandr Kudrjavcev   | 206      | 6              |
| Russia      | Evgenij Kirillov       | 211      | 7              |
| Spagna      | Iñigo Cervantes-Huegun | 217      | 8              |

- Ranking al 12 luglio 2010.

### Altri partecipanti
Giocatori che hanno ricevuto una wild card:
- Victor Baluda
- Igor Karpov
- Ilya Kovalev
- Anton Manegin

Giocatori passati dalle qualificazioni:
- Aljaksandr Bury
- Denis Matsukevich
- Nikolaus Moser
- Artem Smyrnov

## Campioni

### Singolare
Michail Kukuškin ha battuto in finale  Konstantin Kravčuk con il punteggio di 6–3, 6(3)–7, 6–3

### Doppio
Michail Elgin /  Nikolaus Moser hanno battuto in finale  Aljaksandr Bury /  Kiryl Harbatsiuk con il punteggio di 6–4, 6–4